# ترنس ماکنگو
ترنس ماکنگو (انگلیسی: Terence Makengo؛ زادهٔ ۲۲ ژوئن ۱۹۹۲) بازیکن فوتبال اهل فرانسه است.
از باشگاه‌هایی که در آن بازی کرده‌است می‌توان به باشگاه فوتبال اوسر و باشگاه فوتبال موناکو اشاره کرد.
وی همچنین در تیم‌های ملی فوتبال زیر ۱۷ سال فرانسه و زیر ۲۰ سال فرانسه بازی کرده‌است.